# Presličovnice
Presličovnice (lat. Equisetopsida), razred vaskularnih biljaka koje pripadaju embriofitima, odnosno kopnenim biljkama koje imaju list, stabljiku i korijen i diviziji papratnjača (Pteridophyta ili Monilophyta). Presličovnice se sastoje od redova koji su poznati sve od devona do danas, a preživjela je samo jedna porodica, i to rod Equisetum s tridesetak vrsta.

## Opis
Equisetopsida, (odjel Pteridophyta), razred primitivnih vaskularnih biljaka koje nose spore. Većina članova skupine je izumrla i poznata samo po fosiliziranim ostacima. Jedini živući rod, Equisetum, red Equisetales, sastoji se od 15 vrsta vrlo starih zeljastih biljaka i preslica . Izumrli članovi divizije, od kojih se nekima može pratiti sve do devonskog razdoblja (prije 416 do 359 milijuna godina), uključuju mnoge zeljaste Equisetales (preslice), grmolike Hyeniales, Sphenophyllales (sfenofiti) nalik na lozu i drveće iz porodice Calamitaceae (kalamiti). Od kalamita je nastao paleozojski kameni ugljen. 
Preslice se sastoje od fotosintetizirajućih, "segmentiranih", šupljih stabljika, ponekad ispunjenih srži. Na spoju ("čvoru") između svakog segmenta nalazi se pršljen lišća. U jedinom postojećem rodu preslica Equisetum, to su mali listovi (mikrofili) s jedinstvenim vaskularnim tragom, spojeni u ovojnicu na svakom čvoru stabljike. Međutim, listovi Equisetuma vjerojatno su nastali smanjenjem megafila, kao što svjedoče rani fosilni oblici kao što je Sphenophyllum (sfenofili), kod kojih su listovi široki s razgranatim žilama.
Vaskularni se snopovi trifurciraju u čvorovima, pri čemu središnja grana postaje vena mikrofila, a druga dva se pomiču lijevo-desno kako bi se spojila s novim granama svojih susjeda.[5] Sam vaskularni sustav nalikuje eusteli vaskularnih biljaka, koja je evoluirala neovisno i konvergentno. Vrlo brzo produljenje internodija dovodi do formiranja sržne šupljine i prstena karinalnih kanala nastalih prekidom primarnog ksilema. Slični prostori, valekularni kanali nastaju u korteksu. Zbog mekše prirode floema, oni se vrlo rijetko mogu vidjeti u fosilnim primjercima. Kod kalamita (Calamitaceae), sekundarni ksilem (ali ne i sekundarni floem) izlučivao se dok je kambij rastao prema van, stvarajući drvenastu stabljiku i dopuštajući biljke mogu narasti i do 10 m. Sve postojeće vrste Equisetum su zeljaste i izgubile su sposobnost sekundarnog rasta.
Podzemni dijelovi biljaka sastoje se od spojenih rizoma iz kojih izbija korijenje i nadzemne osi. Biljke imaju interkalarne meristeme u svakom segmentu stabljike i rizoma koji rastu kako biljka raste. To je u suprotnosti s većinom sjemenskih biljaka koje rastu iz apikalnog meristema - tj. novi rast dolazi samo od rastućih vrhova (i širenja stabljika).
Preslice nose češere (tehnički strobili, sing. strobilus) na vrhovima nekih stabljika. Ovi češeri sadrže spiralno raspoređene sporangiofore, koji nose sporangije na svojim rubovima, a kod postojećih preslica prekrivaju spore izvana - poput vrećica koje vise s kišobrana, s ručkom utisnutom u os češera. U izumrlim skupinama spore su dodatno zaštićene prisutnošću vijuga brakteja - velikih šiljastih mikrofila koji strše iz stošca.
Postojeće preslice su homosporne, ali izumrle heterosporne vrste kao što je Calamostachys casheana pojavljuju se u fosilnim zapisima.[6] Sporangiji se otvaraju lateralnom dehiscencijom kako bi oslobodili spore. Spore nose karakteristične elatere, osebujne dodatke poput opruge koji su higroskopni: tj. mijenjaju svoju konfiguraciju u prisutnosti vode, pomažući sporama da se kreću i potpomažu njihovo širenje.

### Klasifikacija
Botaničari prepoznaju četiri do šest različitih redova u razredu. Samo jedan red, Equisetales, ima i žive i izumrle vrste; svi ostali obuhvaćaju izumrle sfenofite.
Preslice i njihovi fosilni srodnici odavno se razlikuju od drugih vaskularnih biljaka bez sjemena, poput papratnica ili Polypodiopsida (Eames, A.J. (1936). Morphology of vascular plants). Prije pojave modernih molekularnih studija, odnos ove skupine prema drugim živim i fosilnim biljkama smatrao se problematičnim. Zbog nejasnih odnosa, rang botaničara dodijeljen preslici varirao je od reda do odjela. Kada se prepozna kao zaseban odjel, literatura koristi mnoga moguća imena, uključujući Arthrophyta, Calamophyta, Sphenophyta, ili Equisetophyta. Drugi su autori smatrali istu skupinu razredom, bilo unutar odjela koji se sastoji od vaskularnih biljaka ili, u novije vrijeme, unutar proširene skupine paprati. Kada se rangira kao razred, grupa je nazvana Equisetopsida (Kenrick, P.; Crane, P.R. 1997.) ili Sphenopsida (Stewart, W.N. & Rothwell, G.W. 1993)
Moderna filogenetska analiza, unazad do 2001. godine, pokazala je da preslice čvrsto pripadaju razredu vaskularnih biljaka paprati.  Smith i sur. (2006.) proveli su prvu višu klasifikaciju pteridofita objavljenu u eri molekularne filogenetike i smatrali da paprati (monilofiti) obuhvaćaju četiri razreda, s preslicama kao razredom Equisetopsida sensu stricto. (Ova razlika je neophodna zbog alternativne upotrebe Equisetopsida sensu lato kao sinonima za sve kopnene biljke (Embryophyta) s rangom razreda.) Chase i Reveal (2009) tretiraju preslice kao podrazred Equisetidae razreda Equisetopsida sensu lato . Konsenzusna klasifikacija koju je izradila Pteridophyte Phylogeny Group 2016. također smješta preslice u podrazred Equisetidae, ali u razred Polypodiopsida (široko definirane paprati).

## Redovi i porodice
Podrazred Equisetidae sadrži jedan postojeći red, Equisetales. Ovaj red se sastoji od jedne monotipske porodice, presličevke, Equisetaceae, s jednim rodom Equisetum. Equisetum ima oko 20 vrsta.  ; 17 (po popisu 2024)
Fosilni zapis
Postojeće preslice predstavljaju mali dio raznolikosti preslica u prošlosti. Postojala su tri reda Equisetidae. Pseudoborniales su se prvi put pojavile u kasnom devonu. )Taylor, T.N. & Taylor., E.L. 1993. ). Sphenophyllales su bili dominantni član karbonskog razdoblja i napredovali su do sredine i ranog perma. Equisetales su postojale uz Sphenophyllales, ali su se diverzificirale kako je ta skupina nestala u izumiranju, postupno smanjujući raznolikost do današnjeg jednog roda Equisetum.
- Equisetales DC. ex Bercht. & J.Presl[10]
  - Equisetaceae
- Pseudoborniales Nathorst. †[10]
  - Pseudoborniaceae Nathorst. †
- Sphenophyllales Seward †[10]
  - Sphenophyllaceae †